# أوسكار فوستر
أوسكار فوستر (2 ديسمبر 1874 في المملكة المتحدة - 22 مارس 1958) (بالإنجليزية: Wilfrid Foster)‏ هو لاعب كريكت بريطاني (وحمل سابقاً جنسية المملكة المتحدة لبريطانيا العظمى وأيرلندا).

## وصلات خارجية
- أوسكار فوستر على موقع إي آس بي آن كريك إنفو (الإنجليزية)